# هنری کورشام
هنری کورشام (به انگلیسی: Henry Cursham) بازیکن فوتبال زادهٔ ۲۷ نوامبر ۱۸۵۹ اهل کشور انگلستان بود که سابقهٔ بازی در تیم ملی فوتبال انگلستان را در کارنامهٔ خود دارد. وی در تاریخ ۱۵ مارس ۱۸۸۰ نخستین بازی ملی خود را در مقابل تیم ملی فوتبال ولز انجام داد و با حضور در ۸ بازی ملی، در تاریخ ۲۳ فوریه ۱۸۸۴ واپسین بازی ملی‌اش را در برابر تیم ملی فوتبال ایرلند برگزار کرد.
این بازیکن توانسته در بازی‌های ملی، ۵ گل به ثمر برساند.